# Burg Semdach
Die Burg Semdach ist eine abgegangene Burg nahe dem Flurbereich „Burgstall“ einen Kilometer nordöstlich von Boll an der Markungsgrenze zu Stetten, beide heutige Stadtteile von Hechingen im Zollernalbkreis in Baden-Württemberg.
Semdach ist die Wüstung eines vor 1428 abgegangenen Dorfes. Von der nicht mehr lokalisierbaren Burganlage ist nichts erhalten.